# Молета (Рим)
Молета је насеље у Италији у округу Рим, региону Лацио.
Према процени из 2011. у насељу је живело 44 становника. Насеље се налази на надморској висини од 298 м.